# Nora Sanness
Nora Sanness (27 marzo 2000) è una fondista norvegese.

## Biografia
Nora Sanness, attiva dal gennaio del 2017, in Coppa del Mondo ha esordito il 12 marzo 2023 nella 50 km disputata a Oslo (5ª) e ha ottenuto il primo podio il 24 gennaio 2025 nella staffetta mista disputata in Engadina (2ª); ai Mondiali di Trondheim 2025, sua prima presenza iridata, si è classificata 6ª nella 50 km. Non ha preso parte a rassegne olimpiche.

## Palmarès

### Coppa del Mondo
- Miglior piazzamento in classifica generale: 83ª nel 2023
- 2 podi (1 individuale, 1 a squadre):
  - 2 secondi posti